# Чемпионат США по международным шашкам
Чемпионат США по международным шашкам среди мужчин — ежегодное соревнование, в котором определяется чемпион США по стоклеточным шашкам.
В конце 1961 в ФМЖД было принято Американское Общество международных шашек (American International Checkers Society, сокращённо AICS). В 1962 году под его эгидой был проведён чемпионат США, в котором приняло участие восемь игроков. Победил Джерри Леклер, выигравший все партии. В 1968 году в США был проведён матч-турнир за право представлять AICS в чемпионате мира в Больцано, в котором победил Карл Смит. Его соперниками были Симон Коте и Джерри Леклер. В 1969 году чемпионат США проводился по нокаут-системе, на каждом этапе которой участники играли между собой микроматчи. Чемпионом США стал гражданин Гаити Раймонд Сен-Фор. В 1970 году был проведён матч между Карлом Смитом и Уильямом Лэнгли за право представлять AICS на турнире претендентов в Монако. Смит победил в матче, но на турнир претендентов в итоге не приехал. В 1971 году чемпионат был проведён в формате турнира в два круга, и с этого времени чемпионаты США проводились регулярно. С 2007 года чемпионаты США проводятся под эгидой International Checkers Association of North America (ICAONA).

## Призёры
| Год  | Место проведения          | Чемпион                    | Серебро                      | Бронза                    |
| ---- | ------------------------- | -------------------------- | ---------------------------- | ------------------------- |
| 1962 |                           | Джерри Леклер              | Симон Коте                   |                           |
| 1969 | Филадельфия               | Раймонд Сен-Фор            | Уильям Лэнгли                | Карл Смит Мишель Фрайберг |
| 1971 | Детройт                   | Карл Смит                  | Альфред Барроу               | Джек Бёрнмэн              |
| 1972 | Детройт                   | Альфред Барроу             | Карл Смит                    | Уильям Лэнгли             |
| 1973 | Новый Орлеан              | Альфред Барроу             | Карл Смит                    | Уильям Лэнгли             |
| 1974 | Детройт                   | Карл Смит                  | Мишель Фрайберг              | В. Доти                   |
| 1975 | Детройт                   | Карл Смит                  | Э. Страдер                   | Фредди Флеминг            |
| 1976 | Новый Орлеан              | Уоррен Лиддел              |                              |                           |
| 1977 | Джексон                   | Карл Смит                  | Гаэтан Ганьон                | Фредди Флеминг            |
| 1978 | Мичиган                   | Карл Смит                  | В. Доти                      | Фредди флеминг            |
| 1979 | Новый Орлеан              | Борис Гурвич               | Ч. Макмастер                 | В. Томас                  |
| 1980 | Джексон                   | Уилли Томас                |                              |                           |
| 1981 | Мичиган                   | Владимир Каплан            |                              |                           |
| 1982 | Мичиган                   | Владимир Каплан            | Ч. Макмастер                 | Борис Гурвич              |
| 1983 | Филадельфия               | Мамаду Фаал                |                              |                           |
| 1984 | Харвей                    | Исер Куперман              | Владимир Каплан              | Карл Смит                 |
| 1985 | Чикаго                    | Исер Куперман              |                              |                           |
| 1986 | Вашингтон                 | Исер Куперман              | Карл Смит                    | Франклин Пьер             |
| 1987 | Джексон                   | Исер Куперман              | Мамаду Фаал                  | Владимир Каплан           |
| 1988 | Нью-Йорк                  | Исер Куперман              | Владимир Вейцман             | Джек Бёрнмен              |
| 1989 | Petal                     | Владимир Вейцман           | Исер Куперман                | Бубакар Диалло            |
| 1990 | Revere                    | Исер Куперман              | Александр Могилянский        | Владимир Вейцман          |
| 1991 | Rockville                 | Александр Могилянский      | Исер Куперман                | Леонид Виленский          |
| 1992 | Kenner                    | Исер Куперман              | Карл Смит                    | Александр Могилянский     |
| 1993 | Ramada                    | Александр Могилянский      | Исер Куперман                | Евгений Скляров           |
| 1994 | Ramada                    | Евгений Скляров            | Исер Куперман                | Хью Уильям                |
| 1995 | Kenner                    | Евгений Скляров            | Исер Куперман                | Уильям Доти               |
| 1996 | Hempstead                 | Алекс Моисеев              | Исер Куперман                | Колман Турий              |
| 1997 | Bushkill                  | Александр Могилянский      | Jake Kacher                  | Исер Куперман             |
| 1998 | Kenner                    | Владимир Вейцман           | Исер Куперман                | Александр Могилянский     |
| 1999 | Vicksburg                 | Jake Kacher                | Колман Турий                 | Эрик Вотел                |
| 2000 | чемпионат не проводился   | чемпионат не проводился    | чемпионат не проводился      | чемпионат не проводился   |
| 2001 | Petal                     | Джек Кэчер                 | Владимир Вейцман             | Игорь Рыбаков             |
| 2002 | Petal                     | Александр Рудницкий        | Колман Турий Roland Jourdain |                           |
| 2003 | New Castle                | Игорь Рыбаков              |                              |                           |
| 2004 | Bloomington               | Игорь Рыбаков Колман Турий |                              |                           |
| 2005 | Lancaster                 | Игорь Рыбаков              | Александр Могилянский        | Колман Турий              |
| 2006 | Lancaster                 | Роберт Каприата            |                              |                           |
| 2007 | Sunny Isles               | Александр Могилянский      |                              |                           |
| 2008 | Sunny Isles               | Александр Рудницкий        |                              |                           |
| 2009 | Sunny Isles Beach         | Жан Мишле Жиро             |                              |                           |
| 2010 | Sunny Isles Beach         | Евгений Скляров            |                              |                           |
| 2011 | Sunny Isles Beach         | Александр Могилянский      |                              |                           |
| 2012 | Лас-Вегас                 | Александр Могилянский      |                              |                           |
| 2014 | Sunny Isles Beach         | Александр Рудницкий        |                              |                           |
| 2015 | Sunny Isles Beach         | Александр Рудницкий        |                              |                           |
| 2017 | Хантингтон, штат Нью-Йорк | Sheik Sadibou Drame        |                              |                           |